# ヒエロニムス・ボス
ヒエロニムス・ボス（Hieronymus Bosch [ɦijeːˈroːnimɵz ˈbɔs] ( 音声ファイル)、1450年頃 - 1516年8月9日）は、ルネサンス期のネーデルラントの画家。初期フランドル派に分類される。本名はイェルーン・ファン・アーケン（Jeroen van Aken）。オランダ語でイェロニムス・ボス（Jheronimus Bosch [jeːˈroːnimɵz ˈbɔs]）、ドイツ語でヒエローニュムス・ボシュと発音するが、日本ではヒエロニムス・ボッシュと表記されることもある。

## 生涯
ベルギー国境近くにあるス・ヘルトーヘンボス（デン・ボス）の画家一族のもとに生まれた。父アントニス・ファン・アーケン（Anthonis van Aken）、祖父ヤン（Jan）、兄ホーセン（Goosen）および3人のおじたちが画家であった。母親は仕立て屋の娘アレイト・ファンデン・メイネンだった。ボスの修業時代についての明確な情報はないものの、父親の工房で製作技術を身に付けたとされている。ス・ヘルトーヘンボスには1526年まで画家組合が存在しなかったので独立した時期は不明であるが1480年から1481年の記録によって、それ以前に独立した画家になっていることがわかる、同時期にアレイト・ホヤールト・ファン・デ・メルヴェンヌ（Aleyt Goijaert van den Meervenne、Aleyt Goyaerts van den Meerveen）と結婚する。メルヴェンヌは上流階級の富裕層の出身であり、それは持参金に土地が含まれるほどであった。
「ヒエロニムス」は本名のラテン語読みで、作品にはボス（Bosch）とサインをしている。画名の由来はス・ヘルトーヘンボス（デン・ボス）で生まれ、生涯のほとんどをここに住んでいたことにちなむ。
生前の史料に乏しく、生涯には不明な点が多いものの、父のもとで絵画の修行をしたと推察され、富裕な家の娘との結婚により、1486年にス・ヘルトーヘンボスのシント・ヤンス教会を中心とするキリスト教友愛団体である「聖母マリア兄弟会」に所属した。この会の会員は、ディジョンからバルト海地域都市まで広がり、1万人以上の会員がいて、貴族も多く参加していた。市内の有力者からの注文、アントワープの大商人などのネーデルラント地域の注文もあったが、生前から国際的な名声があり、1504年9月にブルゴーニュ公フィリップ美公から注文があったこともある。ポルトガル女王の遺産にも作品があり、ブルゴーニュ公の財務官などの宮廷人からの注文を受けた。1516年8月9日に葬儀が行われた。

## 作品

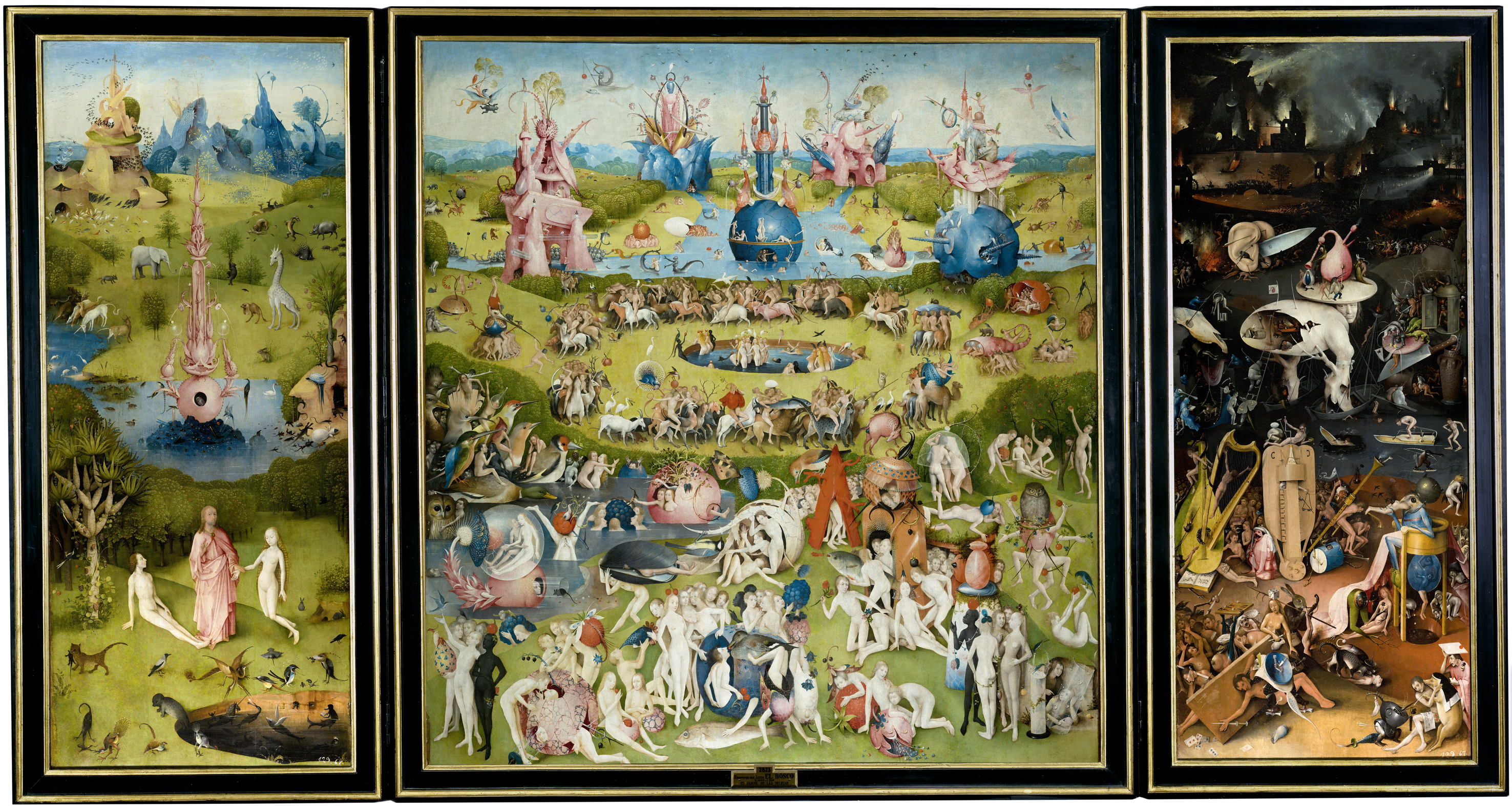
『快楽の園』

ボスはヨーロッパ各地の王侯貴族たちからの依頼に応じ、多くの作品を制作した。特にスペインのフェリペ2世はボスの絵画の熱烈な愛好者であり、マドリードに傑作の多くがある（現在10点がプラド美術館蔵）のもそのためである。しかし、多くの作品が16世紀の宗教改革運動に伴う偶像破壊のあおりを受けて紛失し、現在では真作と見なされているものは30点ほどに過ぎない。また、一部の作品には後補や修正の跡も確認されている他、後世の模作もあり、真贋の判別が困難な物も多い。
聖書に基づく寓話を絵にした作品が多いが、同時期の他の初期フランドル派とは一線を画した、シュルレアリスムを思わせるような幻想的で怪異な作風が特徴であり、それぞれの主題や制作意図も謎に満ちている。その作風はピーテル・ブリューゲルを始めとする後世の画家に大きな影響を与えた。

### 『快楽の園』
現存する作品には普通の板絵のほか、三連祭壇画（3枚のパネルからなる祭壇画）の形式をもつものがいくつかある。この形式は当時のフランドル絵画では頻繁に行われた。有名な『快楽の園』も三連祭壇画である。この作品は、向かって左のパネルに、キリストの姿を取った神がアダムにイブを娶わせている「エデンの園」があり、右のパネルに「地獄」を描き、胴体が卵の殻になっている男性、人間を丸呑みにしては、すぐ排泄してしまう怪鳥、その他何とも名づけようのない奇怪なイメージで満たされている。中央の一番大きなパネルは『快楽の園』で、現世と考えられ、無数の裸の男女が様々な快楽に耽っている様が描かれているが、単なる群像ではなく、一種異様な雰囲気であり、背景にはやはり奇妙な、生物とも無生物ともつかない物体が配置されている。
この絵画の主題についてはさまざまな解釈がある。中央パネルが好色の罪を表し、その罪を犯した者が右パネルの地獄図で罰せられているとするのが、最も一般的な説であるが、ボスが『阿呆船』を題材とした、他の作品『狂人船』では教会勢力を痛烈に批判していることと併せ、この絵はアダム教或いはアダム主義(en)と言われる異端の描写であり、地獄図で拷問されているのは騎士、僧侶などアダム主義の密儀を否定する教会勢力とするヴィルヘルム・フレンガーが1947年に発表した説もある。

## 主要作
- 『東方三博士の礼拝』（1474年頃、メトロポリタン美術館蔵）-2016年に真作とされた。
- 『荒野の洗礼者聖ヨハネ』（1489年頃、ラサロ・ガルディアーノ美術館（英語版）蔵）
- 『パトモス島の聖ヨハネ』（1489年頃、ベルリン絵画館蔵）
- 『快楽の園』（1490年 - 1500年頃、プラド美術館蔵）
- 『聖アントニウスの誘惑』（1500年 - 1505年頃、リスボン国立古美術館蔵）
- 『乾草車』（1512年 - 1515年頃、プラド美術館蔵）
- 『手品師』（1500年頃以降、サンジェルマン＝アン＝レー市立美術館蔵） - 流派作という意見もある。
- 『放浪者』（1505年 - 1516年頃、ボイマンス・ヴァン・ベーニンゲン美術館蔵）
- 『東方三博士の礼拝』（1494年頃、プラド美術館蔵）
- 『最後の審判』（1503年以前、ウィーン美術アカデミー付属美術館蔵）

## ギャラリー

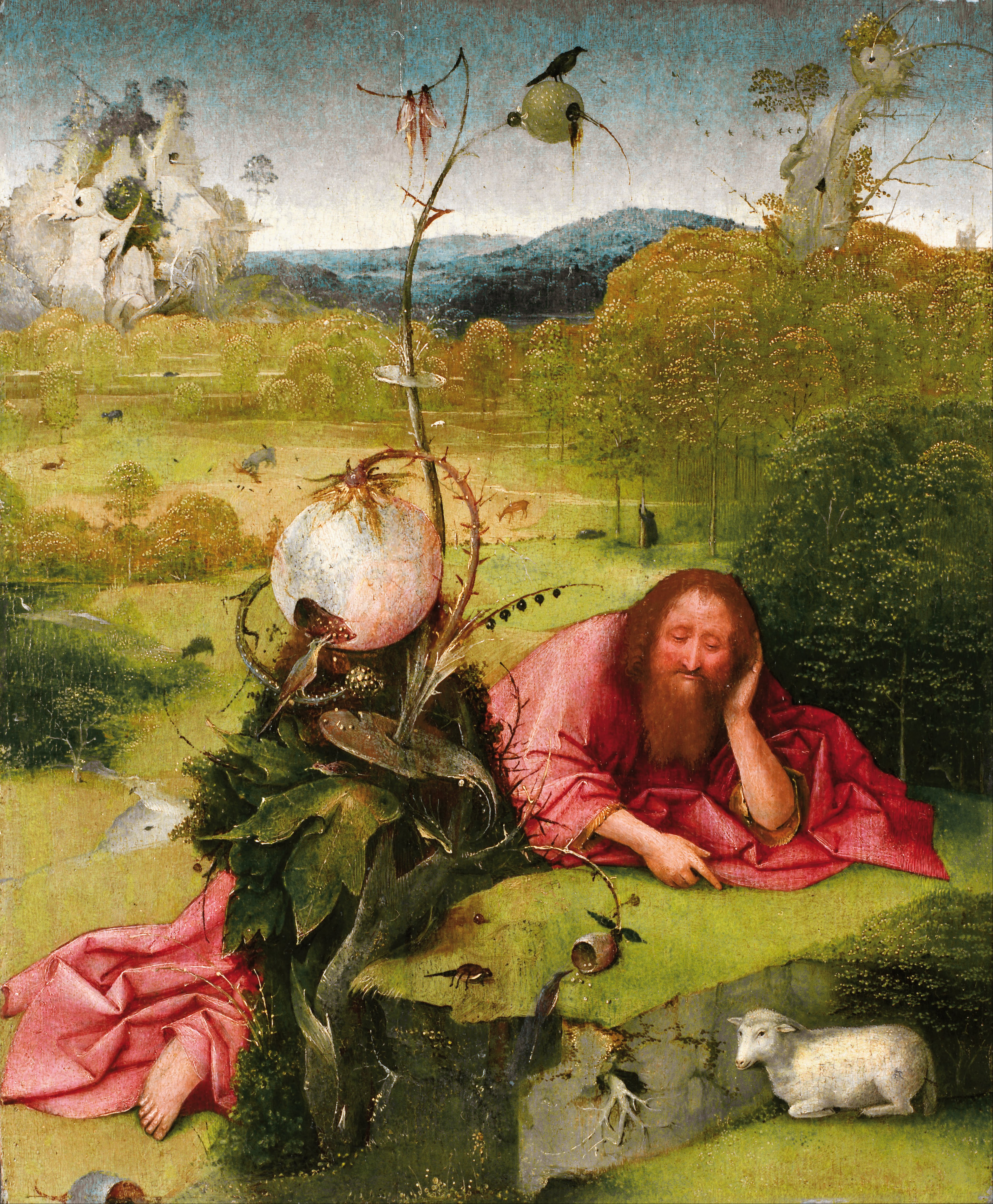
『荒野の洗礼者聖ヨハネ』
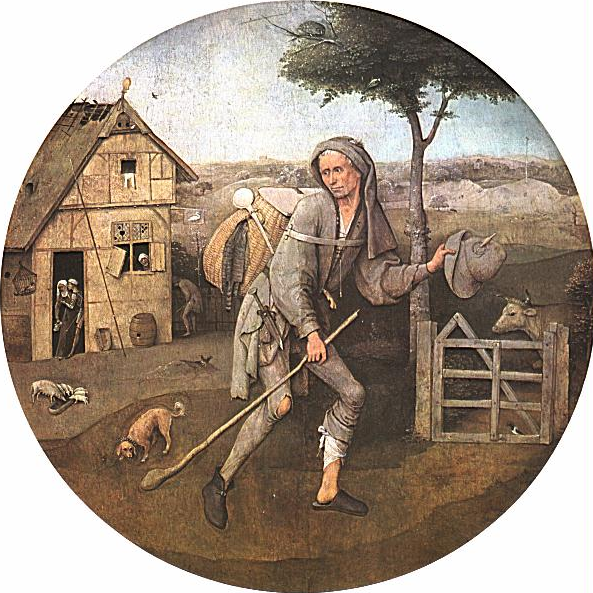
『放浪者』
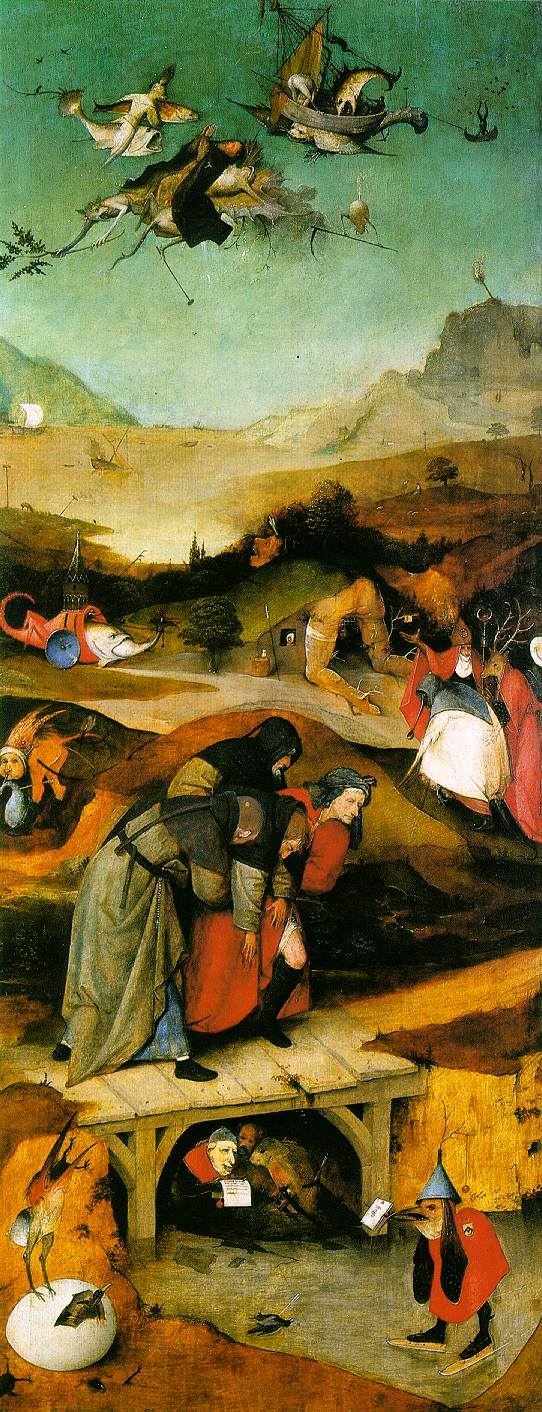
『聖アントニウスの誘惑』（左扉）
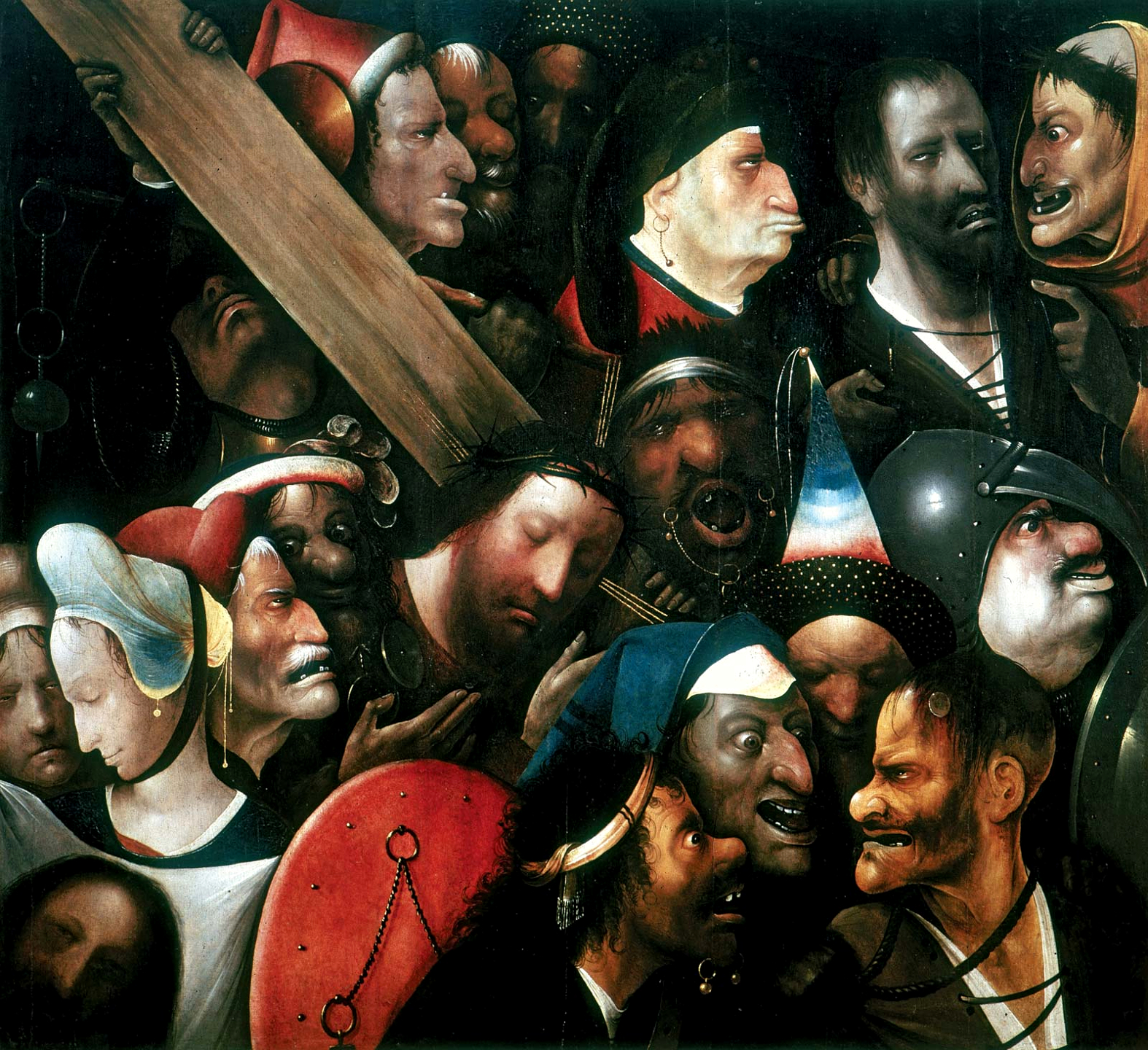
『十字架を担ぐキリスト』
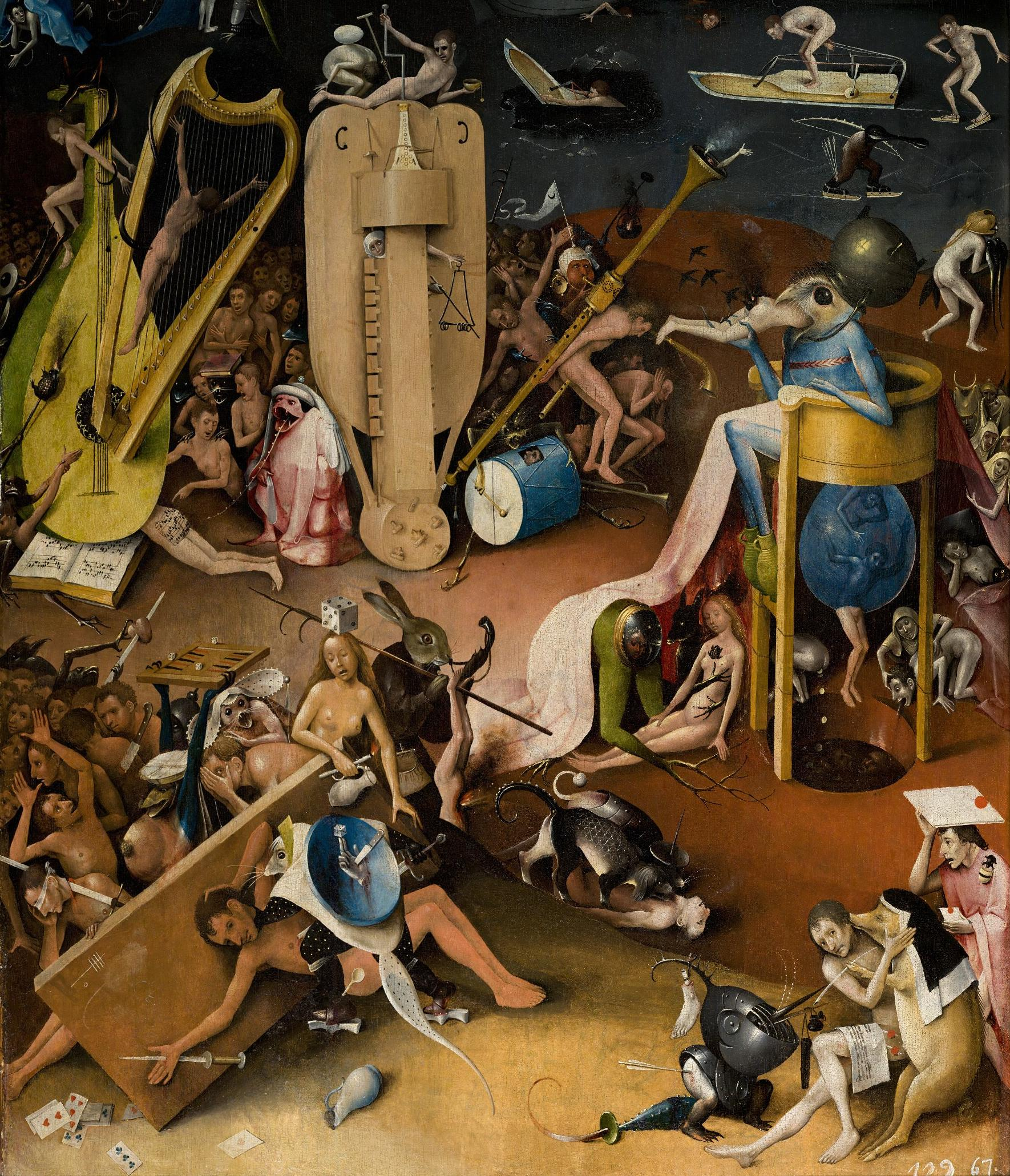
『快楽の園』（右扉部分）
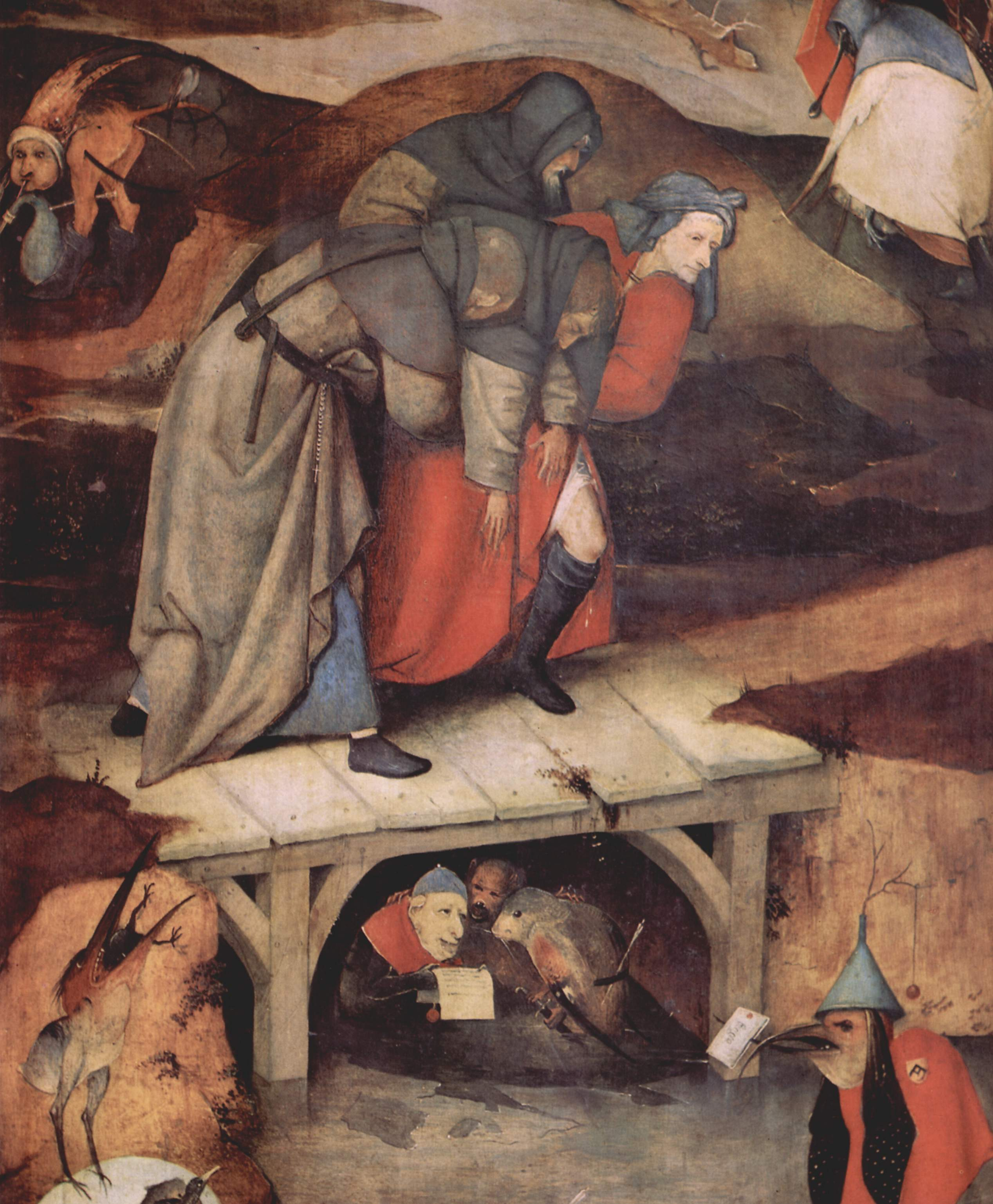
『聖アントニウスの誘惑』（左扉部分）
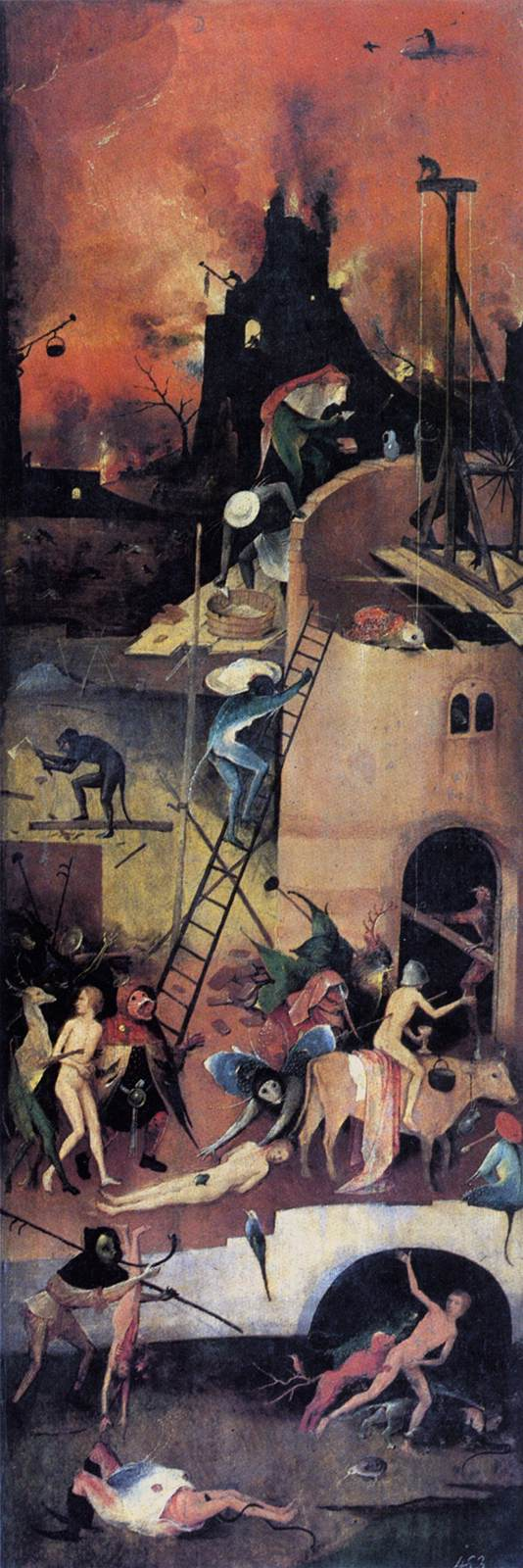
『乾草車』（右扉）